# Epischnia beharella
Epischnia beharella is een vlinder uit de familie snuitmotten (Pyralidae). De wetenschappelijke naam van deze soort is voor het eerst geldig gepubliceerd in 1964 door Viette.
De soort komt voor in tropisch Afrika.